# Албулови
Албуловите (Albulidae) са семейство актиноптери, единственото в разред Албулообразни (Albuliformes).
Таксонът е описан за пръв път от Питер Блекер през 1859 година.

## Родове
Подсемейство Albulinae
- Albula - Албули

Подсемейство Pterothrissinae
- Nemoossis
- Pterothrissus